# Södermalm (district)
Södermalm est un district du centre-ville de Stockholm en Suède. 

## Situation
Le district se caractérise par un environnement urbain dense avec plusieurs environnements culturels et historiques tels que Gamla Stan et les bâtiments de l'ancienne ville en bois.
Le district comprend les quartiers de Gamla Stan, Riddarholmen, Långholmen, Reimersholme, Södermalm et Södra Hammarbyhamnen. 
Le quartier comprend les îles de Södermalm, Långholmen, Reimersholme et celles de Gamla Stan, Stadsholmen,  Riddarholmen et Helgeandsholmen.
En 2025, le district abrite 130 000 habitants dans 76 000 logements.
Le quartier  devrait compter 120 000 habitants en 2040. 
Environ 17% de sa superficie sont occupés par des parcs et des espaces naturels.

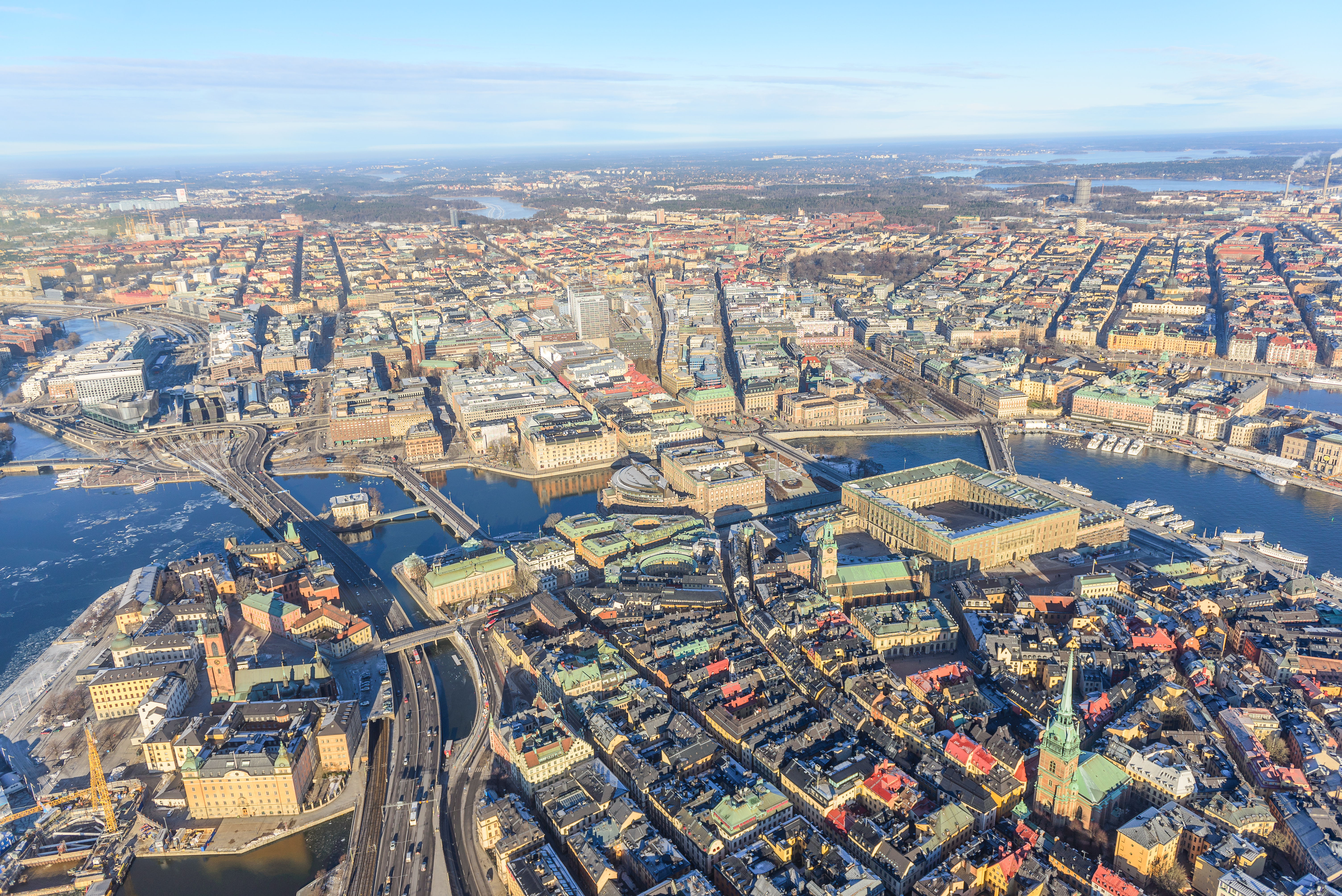
Gamla stan.

## Histoire
Sa création, le 1er janvier 2007, résulte de la fusion des anciens districts de Maria-Gamla Stan et Katarina-Sofia. Auparavant, l'ancien quartier de Hornstull avait été intégré à Maria-Gamla stan en 1998, et l'ancien quartier de Hammarby avait été divisé entre Skarpnäck et l'ancien Katarina-Sofia la même année. 

## Galerie

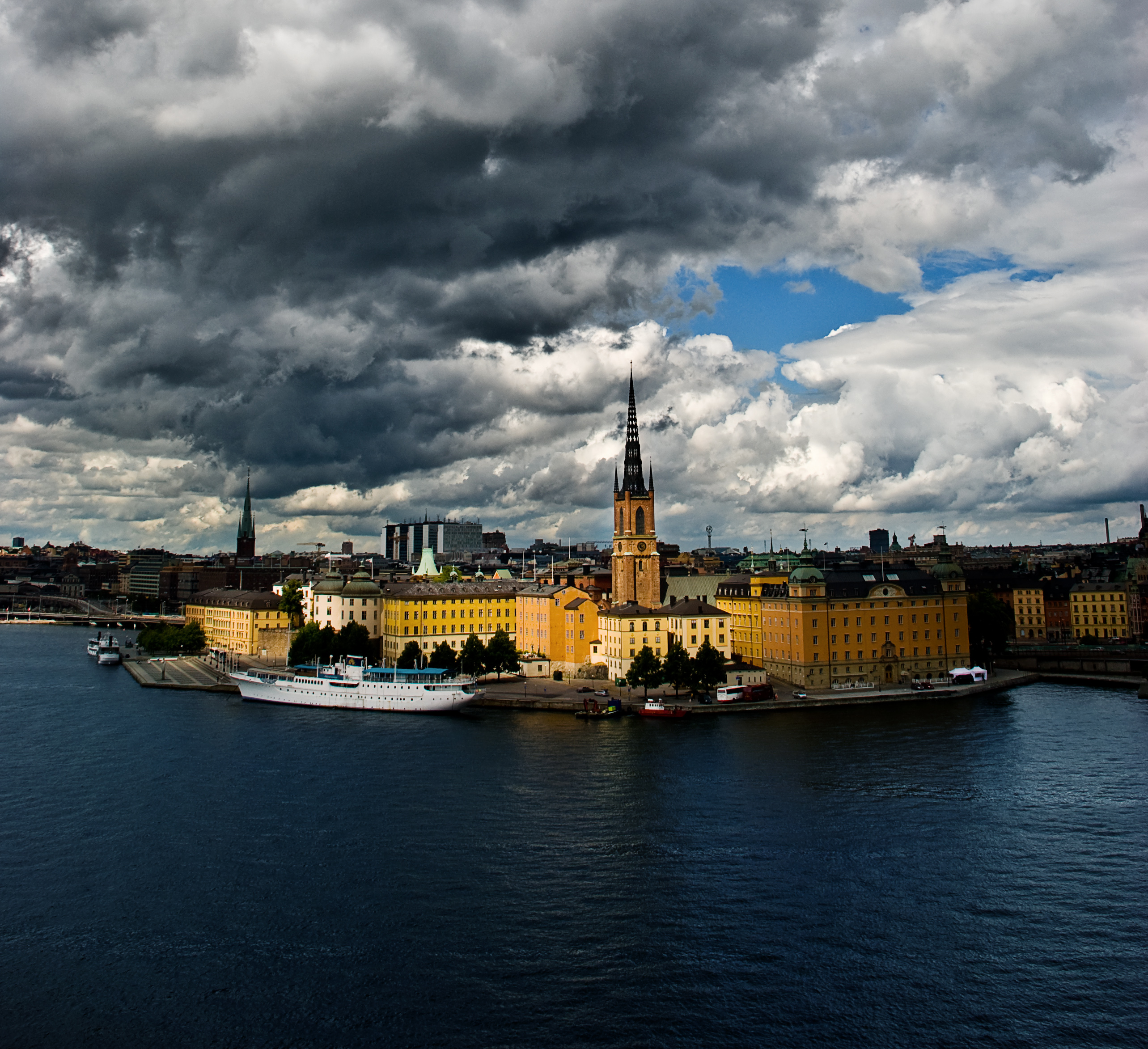
L'île Riddarholmen.
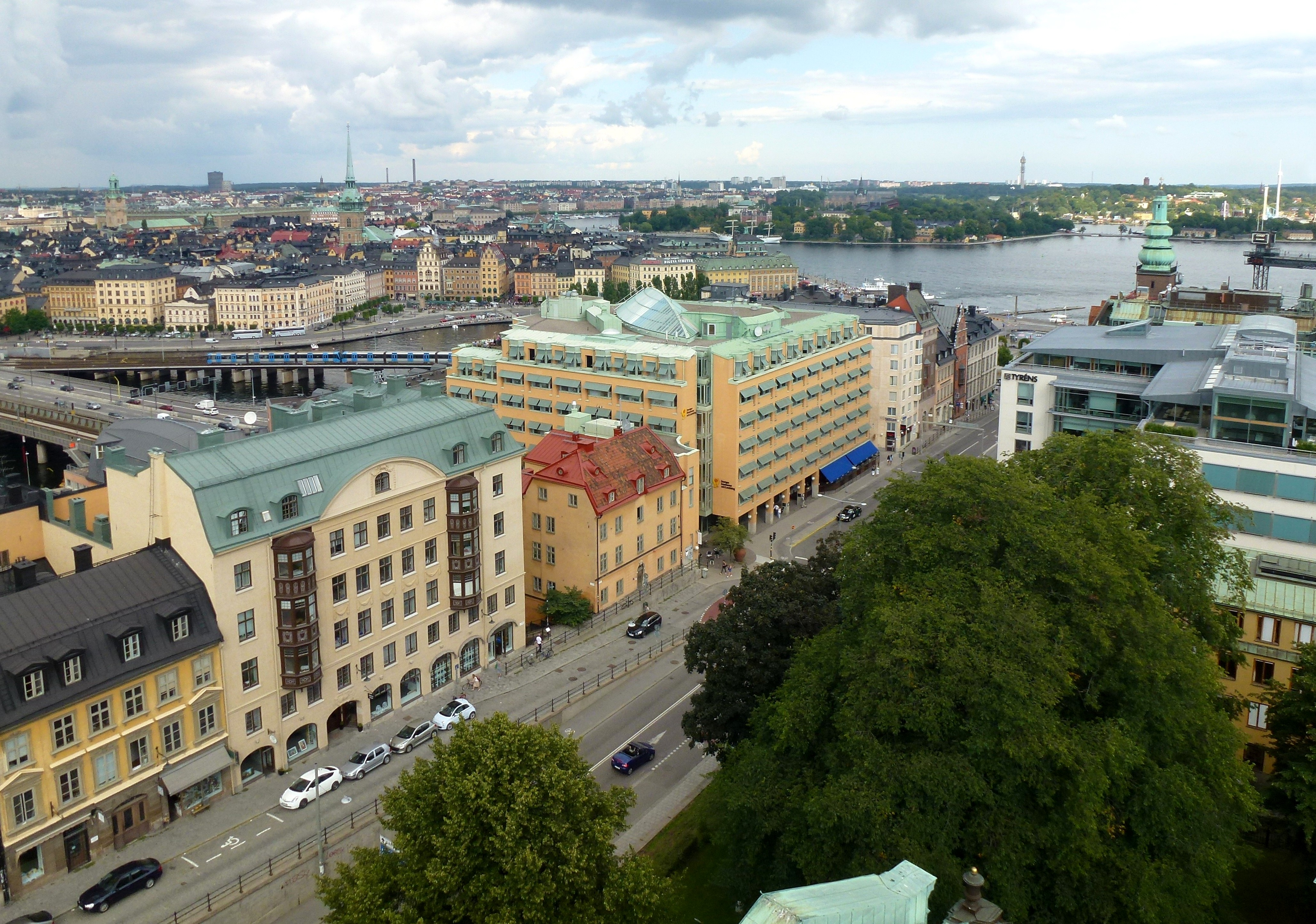
Rue Hornsgatan vue de Mariakyrka.
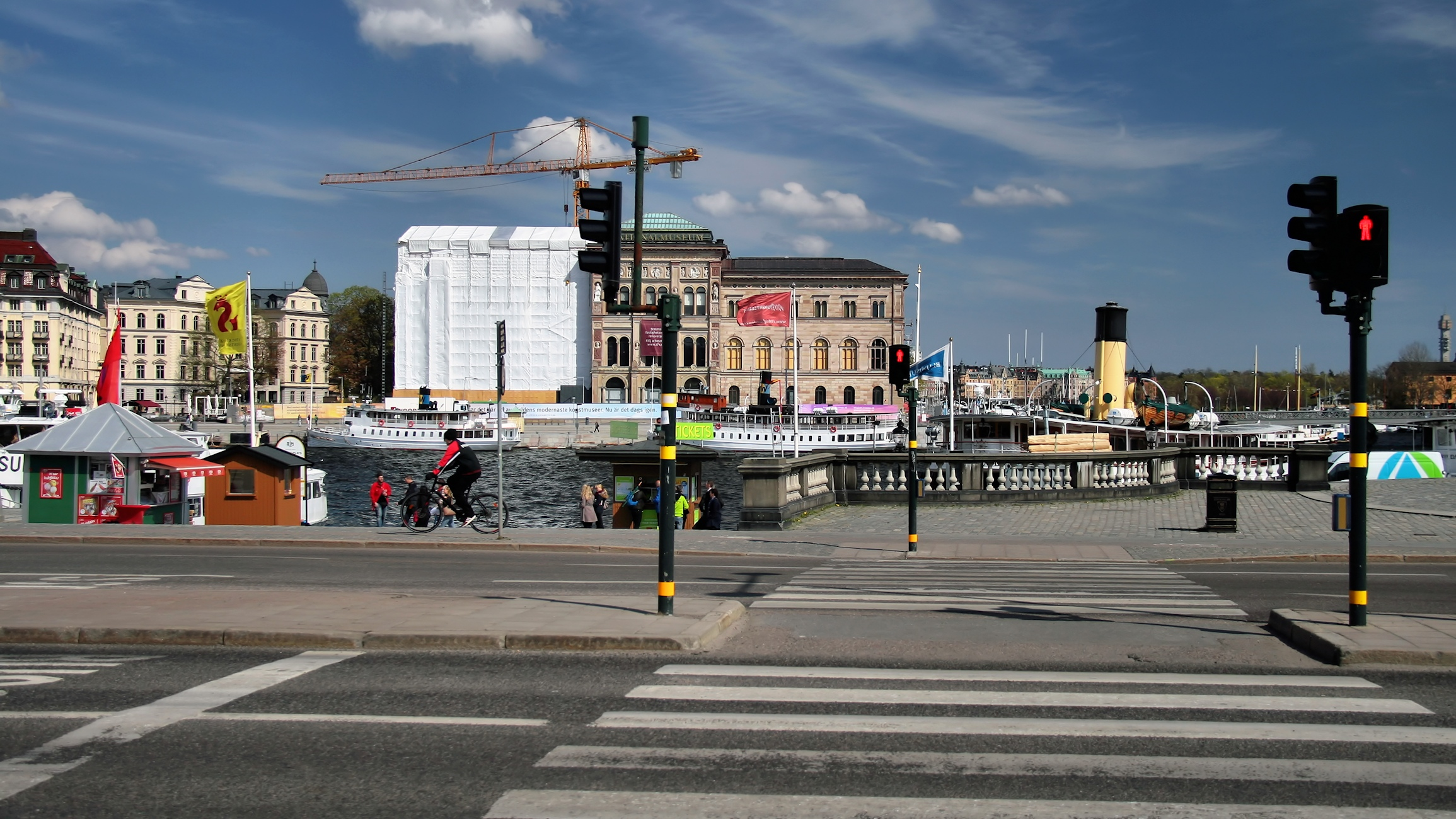
Skeppsbron.
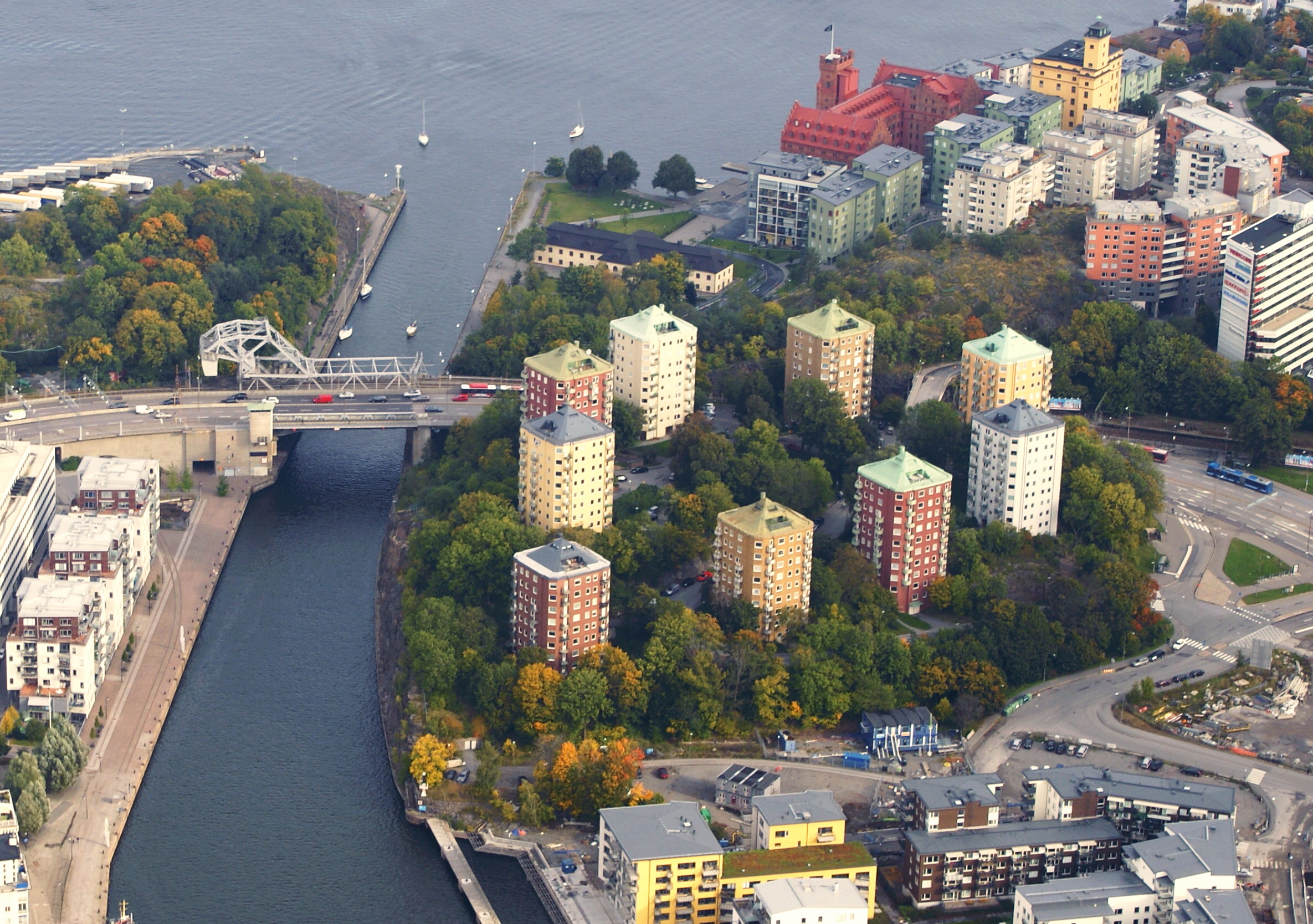
Danviksbron et Danvikskanalen.
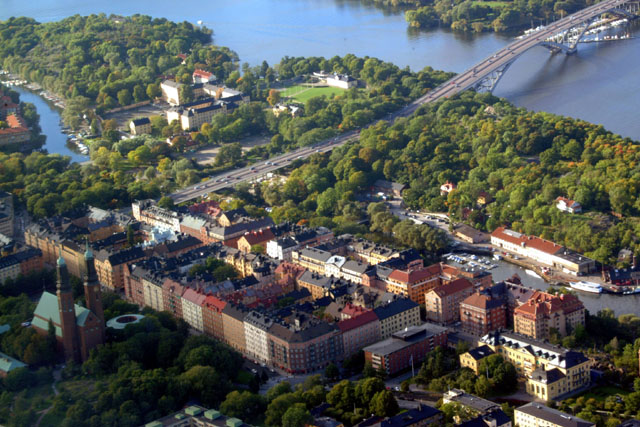
Langholmen.